# Adapsilia illingworthana
Adapsilia illingworthana är en tvåvingeart som beskrevs av Mario Bezzi 1929. Adapsilia illingworthana ingår i släktet Adapsilia och familjen Pyrgotidae. Inga underarter finns listade i Catalogue of Life.